# Lieselotte Clemens
Lieselotte Clemens, geb. Röker (* 2. Februar 1920 in Berlin; † 4. Dezember 2011 in Malente) war  eine deutsche Schriftstellerin und Sachbuchautorin.
Sie wuchs in Priemhausen im Kreis Naugard in Pommern auf, wo ihr Vater Emanuel Röker seit 1914 Pastor war. Hier lernte sie auch die plattdeutsche Sprache kennen und lieben. Nach dem Abitur in Stargard in Pommern studierte sie in Berlin Musik. Sie heiratete den Arzt Joachim Clemens, der im Januar 1945 in Belgien fiel. Nach dem Zweiten Weltkrieg kam sie nach Schleswig-Holstein, wo sie nach weiterem Studium von 1966 bis 1980 an der Carl-Maria-von-Weber-Schule in Eutin als Musiklehrerin wirkte. Sie lebte und starb in Malente.
Lieselotte Clemens veröffentlichte, auch in plattdeutscher Sprache, Gedichte und Geschichten über ihre pommersche Heimat, die nach dem Zweiten Weltkrieg an Polen gekommen war. Ferner forschte und schrieb sie über die Auswanderung von Pommern nach Nordamerika im 19. Jahrhundert, insbesondere nach Freistadt (Wisconsin).

## Schriften
- Paster's Lieselotte vertellt. Heitere Geschichten aus Pommern. 1. Auflage: Möller, Rendsburg 1966. 2. Auflage: Pommerscher Buchversand, Hamburg 1972 (Unsere Heimat. Band 17). 3. Auflage: Struve, Eutin 1988, ISBN 3-923457-09-X.
- Dat Niegst' von Pasters Lieselotte. Sei vertellt wedder ut Pommern. 1. Auflage: Pommerscher Buchversand, Hamburg 1969 (Unsere Heimat. Band 13). 2. Auflage: Struve, Eutin 1988, ISBN 3-923457-11-1.
- De leiwen Pommern. All wedder wat von Pasters Lieselotte. 1. Auflage: Pommerscher Buchversand, Hamburg 1972 (Unsere Heimat. Band 19). 2. Auflage: Struve, Eutin 1988, ISBN 3-923457-10-3.
- Die Auswanderung der pommerschen Altlutheraner in die USA. Ablauf und Motivation. 1. Auflage: Pommerscher Buchversand, Hamburg 1972. 2. Auflage: Struve, Eutin 1990, ISBN 3-923457-12-X.
- Freistadt-Lüüd. Fiev Generatione pommersche Inwannerer in Wisconsin, USA. Husum Druck- und Verlagsgesellschaft, Husum 1982, ISBN 3-88042-161-7.
- Martin Luther, der Sprachschöpfer und Musiker. Struve, Eutin 1987.
- Wundersamer Advent und andere Geschichten. 1. Auflage: Struve, Eutin 1992. 2. Auflage: Struve, Eutin 1993, ISBN 3-923457-20-0.
- Komm mit nach Pommern. Husum Druck- und Verlagsgesellschaft, Husum 1996, ISBN 3-88042-764-X.
- Ich sing ein Lied dir. Lieder, Gedichte, Aphorismen. Husum Druck- und Verlagsgesellschaft, Husum 2000, ISBN 3-88042-939-1.
- Vergangen, nicht vergessen. Lyrik und Prosa. Husum Druck- und Verlagsgesellschaft, Husum 2004, ISBN 3-89876-194-0.